# Euneu
Segons la mitologia grega, Euneu (en grec antic Εὔνηος) va ser un rei de Lemnos, fill de Jàson i d'Hipsípile.
Hipsípile era reina de Lemnos en el temps en què les dones de l'illa havien matat tots els homes i van engendrar fills amb els argonautes que hi arribaren en el seu periple. Euneu no figura entre l'exèrcit aqueu que assetjava Troia, però mantenia excel·lents relacions d'amistat amb els grecs. Envià diverses vegades naus carregades de vi per a l'exèrcit. Va ser ell que va comprar i alliberar Licàon, fill de Príam quan aquest va ser fet presoner per Aquil·les, i va pagar un "cràter ben cisellat" a Pàtrocle per l'esclau. O cent bous a Aquil·les, segons una altra tradició.
Quan Hipsípile va ser venuda com a esclava al rei Licurg de Nemea, Euneu la va rescatar i la va tornar a Lemnos.